# Élise Van Beneden
Élise Van Beneden, née le 19 mai 1986 aux Lilas, est une avocate française. Elle est membre du conseil d’administration de l'association anticorruption Anticor et cofondatrice du média Blast.
Elle est inscrite au barreau de Paris.

## Biographie

### Jeunesse et études
Élise Van Beneden est née le 19 mai 1986 et a grandi à Paris. Elle est la fille de Caroline Dauchez et Pierre Van Beneden.
Elle effectue ses études à l'université de Florence et à l'université Paris I Panthéon Sorbonne en droit français et italien, et les poursuit en droit des nouvelles technologies à l'université Paris-Descartes. 

### Parcours professionnel
En 2009, elle s'engage en tant que bénévole au sein de l'association Anticor, une association qui lutte contre la corruption en France.
Entre 2010 et 2012, elle est assistante juridique au sein du cabinet Sampieri-Marceau puis conseillère juridique chez Arcelor Mittal et enfin, conseillère juridique en propriété intellectuelle chez Partenaires PI[réf. souhaitée].
Elle prête serment le 7 novembre 2013, date à laquelle elle devient secrétaire générale de l'association Anticor. Jusqu'en 2015, elle travaille pour FLP Avocats, date à partir de laquelle elle crée son propre cabinet. Elle exerce en droit du travail (notamment dans des dossiers de marchandage international), en droit commercial et en propriété intellectuelle.
En mars 2020, elle devient présidente de l'association Anticor. Sous sa présidence, tout en continuant à assurer la mission d'anticorruption de l'association, plusieurs affaires secouent l'association impliquant les plus hauts dirigeants de l’État dans le contexte du renouvellement de son agrément pour agir en justice. Par ailleurs, elle est également confrontée aux critiques d'anciens administrateurs de l'association qui lui reprochent « un fonctionnement peu démocratique », et qui, pour deux d'entre eux, saisissent le tribunal administratif qui, dans une décision du 23 juin 2023, retire son agrément anticorruption à l'association.
Elle participe en 2021 avec Denis Robert à la fondation du média indépendant Blast.
En avril 2024, elle ne sollicite pas le renouvellement de son mandat de présidente d'Anticor, mais demeure membre du conseil d’administration de l'association.

## Affaires célèbres
En tant que bénévole d'Anticor depuis 2009, et en tant que présidente de l'association de 2020 à 2024, elle se constitue partie civile dans plusieurs grandes affaires liées à l'économie et la politique française.
- L'affaire des sondages de l'Élysée[10], qui vise la Présidence de la République Francaise sous le mandat de Nicolas Sarkozy[11],[12].
- L'affaire Michel Platini, dans l'attribution de la Coupe du Monde au Qatar[13]
- L'affaire des Mutuelles de Bretagne, qui vise Richard Ferrand, président de l'Assemblée Nationale[14]
- L'affaire Dupond-Moretti, qui vise le Ministre de la Justice[15]
- L'affaire Alexis Kohler, qui vise les liens d'intérêts entre le secrétaire général de l'Élysée et l'armateur MSC alors qu'il occupait différents postes, au cabinet de Pierre Moscovici, ministre de l'Économie, puis en tant que de directeur de cabinet d'Emmanuel Macron, alors ministre de l'Économie, puis en tant que secrétaire général de l’Élysée[16]. Élise Van Beneden apparaît notamment dans le documentaire Alexis Kohler, le scandale qui menace Macron, réalisé en 2021 par le média Off Investigation[17]
- L'affaire Alstom, lors de la vente de l'entreprise à General Electric, et qui vise notamment Patrick Kron[18]
- L'affaire Dassault, qui conduit à sa mise en examen pour achat de voix en Corbeil-Essonne[19]
- L'affaire Benalla, dans l'affaire dite des « contrats russes »[20],[21].